# Nazi Sky – Die Rückkehr des Bösen
Nazi Sky – Die Rückkehr des Bösen! ist ein US-amerikanischer Low-Budget-Film aus dem Jahr 2012, der durch The Asylum vermarktet wurde. Der Film ist die Mockbuster-Version von Timo Vuorensolas Iron Sky. Er ist am 17. August 2012 in Deutschland auf DVD und Blu-Ray erschienen.

## Handlung
Im Rahmen einer Forschungsexpedition in der Antarktis entdecken zwei US-amerikanische Forscher unter der Erde einen Gegenstand aus Metall, auf dem ein Nazi-Hakenkreuz zu sehen ist. Zwei Männer mit Atemschutzmasken und Hakenkreuzarmbinden nehmen die beiden gefangen. Die anderen Forscher brechen unter der Führung von Dr. Reistad auf, um nach den beiden Verschwundenen zu suchen. Sie entdecken einen Weg unter die Eisschicht. Dort befindet sich ein Lager der Nazis unter der Führung von Dr. Josef Mengele.
Sie gelangen zu einem Eingang und werden von Nazi-Soldaten umzingelt. Dr. Reistad entpuppt sich als heimlicher Komplize von Mengele, der Rest des Forscherteams wird gefangen genommen. Reistad soll Mengele bei seinem Versuch, Adolf Hitler zum Leben zu erwecken, helfen. Dies gelingt ihnen auch. Hitlers Kopf wird an einem Roboter befestigt, mit dessen Hilfe er sich frei bewegen kann. Mit UFO-ähnlichen Flugobjekten wollen die Nazis jedes nicht-arische Land mit fleischfressenden Bakterien bombardieren.
Mengele, Reistad, Hitler und die Besatzung heben mit dem Ufo ab, brechen durch die Eisschicht und wollen mit der Bombardierung beginnen. Zwei Kampfflugzeuge fliegen vorbei, spüren das Ufo auf und beginnen, es zu beschießen. Das Fluggerät wehrt alle Angriffe ab und zerstört beide Flugzeuge. Hitler gibt die erste Bombardierung frei, doch ehe diese ausgeführt wird, wird das Flugobjekt von Reistad gesprengt. Zwei Forscher überleben die Explosion und werden vom Hitler-Roboter angegriffen. Die Wissenschaftler zerstören den Roboter mit einer Dosis der fleischfressenden Bakterien, die sie in den Sauerstoffschlauch, durch den Hitler atmet, spritzen.

## Kritik
Das Lexikon des internationalen Films urteilte, die Produktion sei „nicht komisch gemeint“, jedoch „lächerlich geworden“. Es handle sich um den „dummdreisten Versuch“, aus dem Hype um Iron Sky „Kapital zu schlagen“.

## Sonstiges
2018 wurde der Film unter dem Titel Germania am Mittelpunkt der Erde neu veröffentlicht. Diese Fassung ist um drei Minuten kürzer.